# Capsule de Tenon

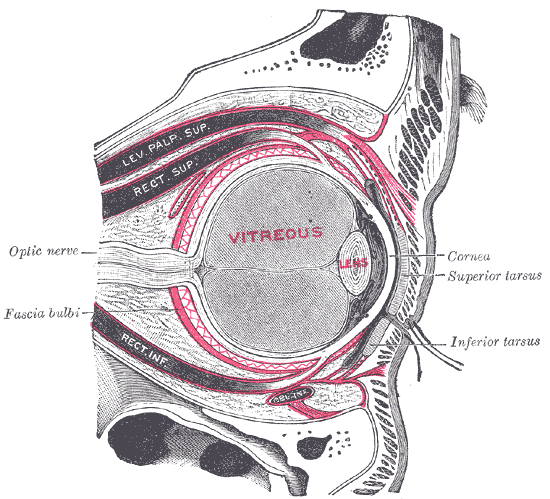
capsule de Tenon

La capsule de Tenon, ou gaine de Tenon, est la membrane qui entoure le globe oculaire et le cône rétrobulbaire.
Elle est constituée de deux feuillets. Le premier, la capsule proprement dite, entoure la partie arrière du globe en doublant la sclère depuis le nerf optique jusqu'au limbe scléro-cornéen. Le second se fond avec les aponévroses des muscles oculomoteurs, et délimite le cône rétrobulbaire qui sépare la graisse intraconique de la graisse extraconique. 
La gaine de Tenon s'unit avec les ligaments suspenseurs de l'œil et participe ainsi à son ancrage dans l'orbite.
Elle joue un rôle essentiel dans les mouvements oculaires.
Elle doit son nom au médecin Jacques René Tenon qui la décrivit en 1803.

## voir aussi
- muscles de l'orbite
- oculomotricité
- orbite (anatomie)